# Josep Coll i Coll
Josep Coll i Coll   (Barcelona, 8 de febrer de 1924 - Barcelona, 13 de juliol de 1984) va ser dibuixant i guionista de còmic català, un dels puntals de la revista TBO.

## Biografia

### Inicis
Fill de pare constructor, començà a treballar a una pedrera quan només tenia dotze anys, alhora que iniciava els seus estudis de mecànica i delineant a l'Escola d'Arts i Oficis.
Aficionat tant al dibuix artístic com al tècnic, desenvolupà el seu estil, on hi barrejaria més tard les notables habilitats adquirides a ambdues disciplines.
El 1946 publicà els seus primers dibuixos a diverses revistes infantils de l'època com Chispa i, més tard, a Mundo Infantil, PBT, KKT, Pocholo, Nicolas, Timoteo i La Risa; al mateix temps que feia de paleta, àdhuc les feines de dibuixant eren més aviat esporàdiques i no gaire ben pagades. El 1949, però, aconseguí de publicar les seves primeres historietes a la popular revista TBO d'una manera continuada, fet que el portà a una dedicació plena a la seva vocació.

### ElTBO
Seria a aquesta revista on trobaria l'estil pel qual seria conegut, evolucionant des d'una primera etapa on era palesa la forta influència dels dibuixants veterans de la casa, especialment d'en Benejam, fins a trobar finalment el personal estil pel que hom el coneix.
Al llarg d'aquests anys, paral·lelament a la seva col·laboració a TBO, publicà per a altres revistes com Tururut o en català com L'Infantil, a la qual hi creà una sèrie amb personatges fixos: en Bufa i en Pumpun.
A les dècades dels cinquanta i seixanta, la veterana TBO va haver de patir la competència de les noves revistes de l'editorial Bruguera, amb personatges i guions una mica més àcids. Tot i que Coll ja era llavors un dels noms emblemàtics de la casa, el 1964, després d'adonar-se que de paleta guanyaria més que dibuixant, treballant menys hores, decidí abandonar l'ofici i dedicar-se exclusivament a la construcció i a la seva família.

### Retorn
Malgrat el seu talent reconegut, en Josep Coll era una persona més aviat modesta i poc amant de les servituds de la vida artística. Al llarg dels anys següents rebé ofertes de diversos editors perquè tornés al món editorial, rebutjant-les totes fins que el 1981 tornà a col·laborar esporàdicament a alguna revista, fins que el II Saló del Còmic de Barcelona li va retre un homenatge.
A partir d'aquest moment reprengué la seva carrera, publicant des del 1982 a la revista mensual, especialitzada en còmic de línia clara, Cairo, que el va acollir com amb honors de mestre.
L'estiu del 1984 es va suïcidar a la banyera del seu domicili de Barcelona.

## Estil gràfic
El que primer crida l'atenció del seu l'estil és l'estilització extrema de paisatges i personatges, amb una eliminació de tot element superflu, gràcies al seu grafisme polit que permet, en tot moment, entendre d'una manera clara tot el que apareix a cada vinyeta. El contrast d'uns personatges allargassats, de línies d'acció molt marcades, creant una il·lusió de moviment propera als dibuixos animats, amb uns fons serialitzats, freds però sempre executats segons les més estrictes regles de la perspectiva, seria el recurs que, perfeccionat amb anys d'ofici, empraria per a captivar als seus seguidors.
La seva narrativa visual es basava en la més extrema simplicitat, mantenint sempre el mateix punt de vista a totes les vinyetes: sempre en pla general, amb l'angle de tall una mica més amunt que l'horitzó, sacrificant tot element decoratiu pel bé de la claredat dels fets narrats. Aquest estil gràfic i narratiu l'emparenta amb dibuixants de l'escola d'Otto Soglow, el creador de The Little King.
Hom pot comprendre que hagi estat defensat pels amants de la línia però també que qui prefereix un estil de dibuix més detallista potser es pugui mostrar menys entusiasta, trobant-lo potser un xic fred.

## Humor
La principal característica de l'humor de les historietes de Coll és la flema. És cert que, de tant en tant, participa de l'absurd surrealisme d'alguns dels seus col·legues de revista però aquest apareix d'una manera només esporàdica, preferint mostrar pinzellades humorístiques en les que es mostrin petites paradoxes, curiositats amagades a la vida quotidiana, vistes des d'un altre prisma per l'ull observador de l'autor, acostant-lo, tant en estètica com en contingut, a la manera còmica descriptiva del cineasta Jacques Tati.
Les situacions favorites són les que s'esdevenen pels carrers de les ciutats, pel camp i a qualsevol tipus d'escenari exterior en detriment dels interiors; amb situacions protagonitzades per automobilistes, boletaires, paletes, lladres i policies; esportistes, banyistes, pescadors de canya, etc. De tota manera, les historietes més recordades siguin potser les protagonitzades per personatges més exòtics, formant, d'una manera extraoficial, una espècie de sèries sense títol: els nàufrags, els exploradors de safari, els caçadors africans, els guerrers medievals, etc.